# Janthecla
Genre
Janthecla est un genre d'insectes lépidoptères de la famille des Lycaenidae et de la sous-famille des Theclinae présents en Amérique.

## Systématique
Le genre a été créé en 1991 par Robert K. Robbins (d) et B. Adrienne B. Venables (d). Son espèce type est Janthecla janthina, décrite initialement en 1867 par Hewitson sous le protonyme de Thecla janthina.

## Répartition
Les espèces du genre Janthecla sont présentes en Amérique centrale et Amérique du Sud.

## Liste des espèces
- Janthecla armilla (Druce, 1907) ; Brésil
- Janthecla aurora (Druce, 1907) ; Argentine et Brésil
- Janthecla cydonia (Druce, 1890)) ; Costa Rica, Nord de la Colombie et Ouest de l'Équateur
- Janthecla flosculus (Druce, 1907) ; Brésil
- Janthecla janthina (Hewitson, 1867) ; Mexique, Ouest de l'Équateur et Nord du Venezuela
- Janthecla janthodonia (Dyar, 1918) ; Mexique et Est du Guatemala
- Janthecla leea Venables & Robbins, 1991 ; Nord du Venezuela, bassin amazonien, Pérou, Surinam, Guyana et Guyane
- Janthecla malvina (Hewitson, 1867) ; bassin amazonien, Brésil, Surinam, Guyana et Guyane
- Janthecla rocena (Hewitson, 1867) ; Mexique et Brésil
- Janthecla sista (Hewitson, 1867) ; bassin amazonien, Brésil, Surinam, Guyana et Guyane[2],[3].

## Étymologie
Le nom du genre Janthecla est une combinaison arbitraire de Thecla et janthina, sur la base de la dénomination initiale de l'espèce type, Thecla janthina.

## Publication originale
- (en) Robert K. Robbins et B. Adrienne B. Venables, « Synopsis of a new Neotropical hairstreak genus, Janthecla, and description of a new species », Journal of the Lepidopterists' Society, New Haven, Société des lépidoptéristes (d), vol. 45, no 1,‎ 1991, p. 11-33 (ISSN 0024-0966, OCLC 7654420, lire en ligne).